# Movimento do Potencial Humano
O Movimento do Potencial Humano ou MPH (em inglês: Human Potential Movement ou HPM) surgiu do ambiente social da contracultura da década de 1960 e foi formado em torno do conceito de cultivar o potencial extraordinário que seus defensores acreditam que existe em grande parte inexplorado em todas as pessoas. O movimento teve como premissa a crença de que através do desenvolvimento do "potencial humano", os seres humanos podem experimentar uma qualidade excepcional de vida preenchida com felicidade, criatividade e realização. Como corolário, aqueles que começam a libertar este potencial assumido encontram-se frequentemente direcionando suas ações dentro da sociedade no sentido de ajudar outras pessoas a liberar seu potencial. Os adeptos acreditam que o efeito líquido de indivíduos que cultivam seu potencial trará mudança social positiva em geral.

## Proponentes notáveis
| - William James (1842–1910), um dos primeiros defensores - Gerald Heard (1889–1971) - Fritz Perls (1893–1970) - Aldous Huxley (1894–1963) - Carl Rogers (1902–1987) - Viktor Frankl (1905–1997) - Viola Spolin (1906–1994) - Joshua Loth Liebman (1907–1948) - Abraham Maslow (1908–1970) - Alan Watts (1915–1973) - Virginia Satir (1916–1988) - Harvey Jackins (1916–1999) | - Alexander Everett (1921–2005) - George Leonard (1923–2010) - Moshe Feldenkrais (1904–1984) - Stan Dale (1929–2007) - Michael Murphy (n. 1930) - Werner Erhard (n. 1935) - Marilyn Ferguson (1938–2008) - William Schutz (1925–2002) - Jean Houston (n. 1937) - Harold C. Lyon, Jr. (n. 1935) - Fernando Flores (n. 1943) - Anthony Robbins (n. 1960) |